# Třída Aratù
Třída Aratù je třída minolovek brazilského námořnictva. Jde o derivát německých pobřežních minolovek třídy Schütze. Celkem bylo postaveno šest jednotek této třídy. Ve službě jsou od roku 1971. K roku 2018 zůstávaly ve službě čtyři jednotky této třídy.

## Stavba
Celkem šest jednotek této třídy postavila západoněmecké loděnice Abeking & Rasmussen v Lemwerderu. Do služby byly přijaty v letech 1971–1975.
Jednotky třídy Aratù:
| Jméno              | Spuštěna | Vstup do služby    | Status                          |
| ------------------ | -------- | ------------------ | ------------------------------- |
| Aratù (M 15)       | 1970     | 5. května 1971     | Aktivní.                        |
| Anhatomirim (M 16) | 1970     | 30. listopadu 1971 | Roku 2016 převedena do rezervy. |
| Atalaia (M 17)     | 1971     | 13. prosince 1972  | Aktivní.                        |
| Araçatuba (M 18)   | 1971     | 13. prosince 1972  | Aktivní.                        |
| Abrolhos (M 19)    | 1974     | 16. dubna 1975     | Roku 2015 převedena do rezervy. |
| Albardão (M 20)    | 1974     | 21. července 1975  | Aktivní.                        |

## Konstrukce

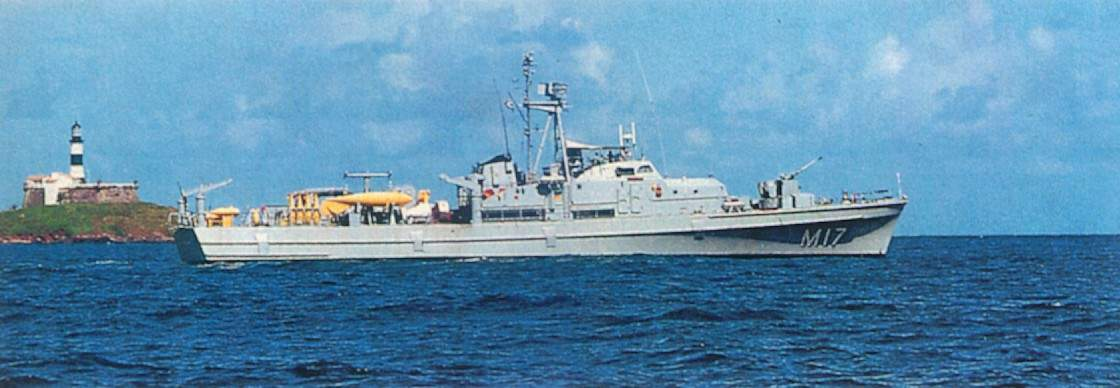
Atalaia (M 17)

Plavidla mají dřevěný trup. Nesou navigační radar ZW-06 (později nahrazen radarem Furuno 1831). Výzbroj tvoří jeden 40mm kanón Bofors na přídi. Pohonný systém tvoří čtyři diesely Maybach o výkonu 4500 hp, pohánějící dva cykloidní šrouby Escher-Wyss. Nejvyšší rychlost dosahuje 24 uzlů. Dosah je 710 námořních mil při 20 uzlech.